# N12 (Niger)
Die N12 oder RN12 ist eine hochrangige Straße vom Typ Nationalstraße (französisch route nationale) in der Region Zinder in Niger.

## Verlauf und Charakteristik
Die N12 ist insgesamt 61,4 Kilometer lang. Sie beginnt in der Stadt Magaria als Abzweigung von der N11. Sie führt über den Gemeindehauptort Yékoua und das Dorf Tounfafi und endet an der Staatsgrenze zu Nigeria.
Es handelt sich durchgängig um eine moderne Erdstraße.